# Thamnolaea
Thamnolaea es un género de aves paseriformes perteneciente a la familia Muscicapidae.

## Especies
El género contiene actualmente dos especies:
- Thamnolaea cinnamomeiventris – roquero imitador;
- Thamnolaea coronata – roquero de corona blanca.

En el pasado el roquero abisinio se clasificaba en este género, pero ahora se clasifica en el género Monticola.